# Horst Franke (Volkswirt)
Horst Arthur Franke (geb. 13. Oktober 1930 in Gotha; gest. 21. Dezember 2019 in Hamburg) war ein langjähriger Vorsitzender des Vereins ‘Leben mit Behinderung’ in Hamburg und Bürgerrechtler. Für seine Verdienste um die Entwicklung gemeinnütziger Behinderteneinrichtungen, selbstständiger Wohn- und Lebensformen für Behinderte, die gesellschaftliche Unterstützung auch ihrer Eltern und Betreuer sowie sein Engagement für die kirchliche Verbindungsarbeit zwischen Ost- und Westdeutschland und die deutsche Vereinigung 1990 wurde er 2011 mit dem Bundesverdienstkreuz 1. Klasse sowie dem Kronenkreuz des Diakonischen Werkes der Evangelischen Kirche in Deutschland und der Hamburger Sanitätsrat Grüneberg Medaille ausgezeichnet.

## Jugend und Flucht in die Bundesrepublik Deutschland
Horst Franke verbrachte seine Kindheitsjahre in Neudietendorf, Thüringen, wo er Kontakte zur Herrnhuter Brüdergemeine hatte, und besuchte das Realgymnasium ‘Zur Himmelspforte’ in Erfurt. Als Mitglied der Jungen Gemeinde erlebte er bereits als Abiturient erste Konflikte mit staatlich gelenkten Jugendorganisationen in der Sowjetischen Besatzungszone und der frühen DDR. 1949 floh Franke zusammen mit Freunden über die ‘Grüne Grenze’ und ging nach Hamburg, wo er eine Lehre als Außenhandelskaufmann und dann ein Studium der Volkswirtschaft absolvierte, das er u. a. mit Arbeit beim Hamburger Strom- und Hafenbau finanzierte und 1958 mit einem Diplom in Volkswirtschaftslehre abschloss.

## Engagement in der Behindertenarbeit
1959 heiratete Franke Annelies Matthiesen; 1960 wurde der Sohn Norman geboren, 1961 die Tochter Annett, die seit ihrer Geburt spastisch gelähmt ist. Durch die Zerstörung der Behindertenpolitik und vieler Behindertenorganisationen während des Nationalsozialismus gab es in den frühen Jahren der Bundesrepublik nur wenige Elternvereine, die sich für die Rechte und die Förderung behinderter Kinder einsetzten. Gemeinsam mit anderen Eltern behinderter Kinder in Hamburg engagierte sich Franke seit 1963 ehrenamtlich beim Verein zur Förderung und Betreuung spastisch gelähmter Kinder e.V. Hamburg; Franke war 26 Jahre lang Schatzmeister des Vereins, der von Kurt Juster, der ebenfalls eine behinderte Tochter hatte, 1956 gegründet worden war. Kurt Juster war nach dem Zweiten Weltkrieg aus dem schwedischen Exil nach Deutschland zurückgekehrt. Viele Jahre lang suchten die beiden Kontakt und Austausch mit Behindertenorganisationen in Skandinavien und England, die in der Behindertenarbeit vorbildlich waren. Von 1991 bis 1999 war Franke Vorsitzender des Vereins, der 1996 in Leben mit Behinderung Hamburg Elternverein e.V. umbenannt wurde; ab 1999 als aktives Ehrenmitglied.
Franke war ein beharrlicher Anwalt für Mobilität auch schwerbehinderter Menschen u. a. in öffentlichen Verkehrsmitteln (‘Barrierefreiheit’) und des selbstbestimmten Wohnens, wobei er sich bei Behörden und Architektenverbänden für die Planung behindertengerechter Architektur und DIN-Normen für rollstuhlgerechtes Wohnen z. B. im Küchen- und Sanitärbereich einsetzte. Franke war Mitorganisator des 1968 stattfindenden Kongresses „Bauen für Körperbehinderte – eine gesellschaftspolitische Aufgabe“ sowie 1985 bei dem internationalen Symposium „Was heißt hier wohnen?“. An der Messe und Fachtagung „Behindert Wohnen – Perspektiven und europäische Modelle für Menschen mit schweren und mehrfachen Behinderungen“ (2000) war Franke ebenfalls gemeinsam mit dem Bundesverband für Körper- und Mehrfachbehinderte aktiv beteiligt. Unter diesem Titel gab er auch ein Buch über barrierefreies Wohnen heraus.
Unter Frankes Leitung entstanden eine Reihe selbstständiger und betreuter Wohnmöglichkeiten für Behinderte in Hamburg, die nach dem skandinavischen Vorbild den ‘Anstaltscharakter’ vieler traditioneller Behindertenwohnheime überwinden halfen. Zu den ersten Wohngruppen gehörten die Wohngruppen im ‘Seehof’ in Fünfhausen und die Gemeinschaftswohnungen in Bergedorf, in der Isestraße und in Finkenwerder. Später kamen allein im Hamburger Raum 45 weitere fachgerecht geplante Wohngruppen hinzu.
Franke war Mitinitiator der Tagesförderstätte ‘Roter Hahn’ und weiterer Kindergärten für Behinderte und baute auch die ‘Gastweise Unterbringung’ für behinderte Kinder in Hamburg auf. Seit 1973 ermöglichte sie es dauerbetreuenden Eltern von behinderten Kindern, Urlaub zu machen, während die Kinder ihrerseits betreute Ferien mit Ausflügen und Kulturveranstaltungen verbringen können. Auch die Reittherapie für behinderte Kinder in Hamburg begann 1974 auf Anregung Frankes und des Arztes Dr. Peter Ledermann. Das 1981 eingeweihte Vereins-Zentren, das Hildegard-Schürer-Haus am Südring in Hamburg-Winterhude, wurde von Franke finanziell und baulich maßgebend geplant. Während seiner Arbeit als Schatzmeister und Vorsitzender des Vereins Leben mit Behinderung warb Franke unentwegt und oft erfolgreich um gesellschaftliche, politische und auch finanzielle Unterstützung (Werner Otto, Meta Martin, Ilse Wilms und Walter Teigeler) für die Behindertenarbeit.

## Betreuung medizinischer und sozialer Einrichtungen
Seit 1959 war Franke Verwaltungsdirektor des Evangelischen Amalie Sieveking Krankenhauses in Hamburg-Volksdorf. Zugleich war er Verwaltungsleiter des dortigen Vereins für Weibliche Diakonie, dessen Diakonissen das Krankenhaus sowohl in der Pflege als auch in der Verwaltung bis in die 1970er Jahre maßgebend prägten. Unter Frankes Leitung entstand ein modernes Wohnheim für die Diakonissen. Er plante und leitete sodann den Neubau des Amalie Sieveking Krankenhauses (Einweihung 1973) und den Umbau der älteren Gebäude zu einem Rehabilitationszentrum und einer Pflegestation. Besonderen Wert legte Franke auf das Zusammengehen medizinischer und seelsorgerischer Bedürfnisse. Franke war auch bei der Planung und dem Bau des Altersheims Wohnpark am Wiesenkamp (heute 'Residenz am Wiesenkamp') in Hamburg-Volksdorf die treibende Kraft. Beratend unterstützte er den Bau des Volksdorfer Hallenbades und die Umwidmung der Ohlendorffsch’en Villa zu einem Kulturzentrum in Hamburg-Volksdorf.

## Initiativen zur Überwindung der deutschen und europäischen Teilung
Nach seiner Flucht aus der DDR half Franke 1953 bei der Organisation des Evangelischen Kirchentags in Hamburg. Da an diesem Kirchentag auch noch tausende von Besuchern aus der DDR teilnehmen konnten, standen Fragen wie die kirchenpolitische Entwicklung in der DDR und in Osteuropa und die Beteiligung von Christen an der internationalen Friedenssicherung während des Kalten Krieges auf dem Programm. Gemeinsam mit ost- und westdeutschen Kirchentagsteilnehmern gründete Franke 1953 den Arbeitskreis für Ost-West-Fragen (Ost-West-Kreis) der Evangelischen Jugend in der Evangelischen Kirche in Deutschland, der sich für fortgesetzte Dialogizität und kirchliche Verbindungsarbeit zwischen Ost und West einsetzte. Zum Kreis, dessen Zentren in Norddeutschland, Berlin, sowie Mecklenburg, Thüringen und Sachsen lagen, gehörten Gemeindemitglieder und Pfarrer unterschiedlichster sozialer und politischer Herkunft.
Auf Anregung und mittels der (Mit-)Organisation von Franke fanden die frühen Ost-West-Kreis Tagungen an der Evangelischen Akademie in Loccum und in Joachimsthal bei Berlin statt. Zu dieser Zeit kamen auch bereits Teilnehmer aus der Tschechoslowakei hinzu, u. a. der Prager Philosoph Milan Machovec, einer der Vordenker des Prager Frühlings, der zu einer Tagung über den christlich-marxistischen Dialog ein Hauptreferat hielt. Nach dem Bau der Berliner Mauer fanden die Tagungen des Kreises am Rand der Leipziger Messe in der Leipziger Tabor-Gemeinde und teilweise im Thüringer Wald (Ziegenrück) und auch in Prag statt. Zu den herausragenden DDR-Bürgerrechtlern, die an den Treffen teilnahmen, gehörten u. a. die Pfarrer Hans Simon (Zionskirche, Berlin) und Roland Geipel (Gera), mit denen Franke persönlich befreundet war. Der Arbeitskreis unterstützte DDR Partnergemeinden und Initiatoren von Behindertenarbeit, sowie Umweltschützer auch materiell, z. B. durch Paketaktionen, die Übersendung von Rollstühlen, Sanitätsprodukten und Fachliteratur. Der Evangelische Arbeitskreis für Ost-West-Kreis und viele seiner Mitglieder einschließlich Frankes wurden jahrzehntelang von der Stasi überwacht.
Franke war Mitorganisator von Studienreisen des Arbeitskreises für Ost-West-Fragen, u. a. nach Israel und nach Krzyżowa/Kreisau, wo in der Gedenkstätte des Kreisauer Kreises für die Widerständler des 20. Juli 1944 eine Tagung des Kreises stattfand. Eine israelische Delegation des Kibbuz En Gev besuchte die Hamburger Kreismitglieder im Sommer 1982; Franke begleitete seinen Freund Ezra Klopfer bei der Übergabe einer Grußbotschaft des Jerusalemer Bürgermeisters Teddy Kollek an dessen Hamburger Amtskollegen Klaus v. Dohnanyi.
Nach der friedlichen Revolution 1989 engagierte sich Franke für die Angleichung der materiellen Lebensverhältnisse in den neuen Bundesländern und in Osteuropa. Er beriet u. a. Behindertenvertreter in der ehemaligen DDR beim Aufbau von Elternvereinen und gemeinnützigen Organisationen und veranlasste die Übersendung von Krankenhaus-Spezialbetten an eine staatliche Klinik in Leningrad (St. Petersburg). Franke engagierte sich auch aktiv im deutsch-polnischen Dialog, den der Arbeitskreis für Ost-West-Fragen zusammen mit der Deutsch-Polnischen Gesellschaft Hamburg in den 1990er Jahren ausbaute und an dem sich auch viele polnische Studierende, u. a. aus der Karpathischen Universität Krosno beteiligten.

## Letzte Lebensjahre
Franke, der selbst unter einer degenerativen Krankheit litt, die ihm im Alter viele Beschwerden bereitete, war auch im Ruhestand unermüdlich als Berater und Mitarbeiter verschiedener gemeinnütziger bürgerschaftlicher Initiativen und Gruppen tätig. U. a. setzte er sich für die Modernisierung der Evangelischen Akademie Thüringen in seinem Heimatort Neudietendorf sowie für wirtschaftliche und kulturelle Fördermodelle von Dörfern und Kleinstädten in den neuen Bundesländern ein. Frankes Engagement war getragen von seinem christlichen Glauben und seiner volkswirtschaftlichen Maxime: ‘Unternehmen heißt nicht unterlassen.’

## Publikationen
Horst Franke, zusammen mit Mathias Westecker (Hg.), Behindert Wohnen: Perspektiven und europäische Modelle für Menschen mit schweren und mehrfachen Behinderungen, Bundesverband für körper- u. mehrfachbehinderte Menschen (2000), ISBN 978-3910095410.